# Павук Андрій Володимирович
Андрій Володимирович Павук (20 вересня 1982, Наровля, БРСР) — білоруський блогер, громадсько-політичний активіст. Творець інтернет-спільноти «Рудабельская паказуха». Кандидат у депутати на місцевих виборах 2018 року. Відомий своєю активною громадянською позицією у відстоюванні прав мешканців Рудобельського краю.

## Біографія
Народився в Наровлі, звідки після Чорнобилю з батьками переїхав у Рудобелку (Октябрський). Вважає себе рудобельцем, бо саме тут почалося його свідоме життя, тут народилися його діти.
Навчався в технікумі на дизайнера-технолога меблів, у Білоруськомум Державному Університеці — на вчителя біології. Малював, працював у лісгоспі, акомпаніатором в будинку дитячої творчості. Викладав біологію в сільській школі, правда всього один день.
У 2012 році під час праці в Центрі дитячої творчості Рудобелки став одним з авторів пропагандистського відеоролика БРСМ «Я из деревни», яки набрав на YouTube півтори мільйони переглядів. У 2018 році зазначив, що ролик був не ідеологічним ходом, а провокацією — намаганням довести державну ідеологію до максимального абсурду.
У лютому 2017 року Андрій Павук спробував намагався влаштуватися вчителем біології та хімії в Любанську школу, але голова місцевої сільради ініціювала лист від мешканців села до відділу освіти з проханням не брати блогера через його «діяльність». У результаті на Павука склали адміністративний протокол за причиною того, що Павук «безпричинно, з хуліганських намірів, настирливо, неодноразово чіплявся до Тамари Кароль, вимагаючи з неї відповіді на свої питання». «Потерпіла» від дій блогера — голова Любанської сільської ради Тамара Кароль.
Кандидат у депутати на місцевих виборах 2018 року. Під час передвиборчої кампанії Павук у смокінгу і з краваткою ремонтував одну ямку на день на розбитих рудобельських дорогах.
Місцеві чиновники не дозволяють Андрію Павуку бути на зборах персоналу, на сесіях райради, де вирішуються важливі для розвитку району питання. Блогер подав на чиновників судовий позов.
Висвітлює порушення прав мешканців Рудобельщини, залякування з боку начальства та звільнення з роботи за власну позицію.
У 2018 році на каналі «Рудабельская паказуха» стартував новий проєкт «Дзіванныя навіны», де соратник Андрія Павука Василь Каченя в сатиричній манері висміює новини.
У серпні 2018 року Октябрський районний суд оштрафував блогера Андрія Павука на 30 базових величин (735 рублів), визнавши його винним у співпраці з «Білсатом» без акредитації (ч. 2. ст. 22.9 КаоП). Оштрафували Павука за сюжет «Блогеру пагражаюць за фота чыноўнікаў на майцы», показаний 8 липня на «Білсаті». Щодо інформації телеканалу БілСат, Павук не мав відношення до створення сюжету на «Білсаті» — він був просто головним героєм цього матеріалу.
Займається фотографією, працює індивідуальним підприємцем.
Перед виборами 2020 року Андрія Павука засудили на кілька діб. Восени 2020 року Павук з сім'єю покинув Білорусь на тлі масових протестів, пов'язаних з результатами президентських виборів. Того ж року оперна співачка Маргарита Левчук та Андрій Павук організували сатиричний музичний дует «Червона зелень». 25 лютого 2023 року дует розпався.
У 2021–2022 роках проти Павука було відкрито кілька кримінальних справ. На початку 2022 року стало відомо, що його розшукують, а в травні 2022 року в його білоруській квартирі провели обшук. У липні 2021 року телеграм- та ютуб-канали «Рудабельської показухи» визнали екстремістськими матеріалами, а у травні 2023 року спільноту визнали екстремістським формуваннямм; Павук публікує на каналі, зокрема, свої телефонні розмови з чиновниками. У червні 2024 року стало відомо, що Брестський обласний суд заочно засудив Андрія Павука та його колишню дружину Вольгу до 12 і 8 років позбавлення волі відповідно за організацію «Рудабельської показухи» та ще за кількома статтями Кримінального кодексу Білорусі. У цій же справі заочно засуджено Маргариту Левчук та ще кількох осіб.